# اورگان (ایلینوی)
اورگان (انگلیسی: Oregon؛ ‏ ‎/ˈɒrəɡɑːn/‎ ‏ oar-ə-GAHN) یک شهر در ایالات متحده آمریکا با جمعیت ۳٬۷۲۱ نفر است که در ایلی‌نوی واقع شده‌است.

## موقعیت جغرافیایی
موقعیت جغرافیایی شهرها و مناطق اطراف به شرح زیر است: